# Armantas Vitkauskas
Armantas Vitkauskas (sinh ngày 23 tháng 3 năm 1989) là một thủ môn bóng đá người Litva.
Vitkauskas có màn ra mắt cho Lithuania trong trận giao hữu với Estonia. Trận đấu kết thúc với tỉ số hòa 1-1.

## Danh hiệu

### Câu lạc bộ
Sūduva
- Cúp bóng đá Lithuania (1): 2009
- Siêu cúp bóng đá Lithuania (1): 2009

Žalgiris Vilnius
- Giải vô địch bóng đá quốc gia Lithuania (4): 2013, 2014, 2015, 2016
- Cúp bóng đá Lithuania (6): 2011–12, 2012–13, 2013–14, 2014–15, 2015–16, 2016
- Siêu cúp bóng đá Lithuania (5): 2013, 2014, 2015, 2016, 2017

### Cá nhân
- 2009 LFF Supercup MVP